# Neun Szenen
Neun Szenen ist ein deutscher Episodenfilm von Regisseur Dietrich Brüggemann aus dem Jahr 2006. Der Film besteht aus neun Szenen, wobei fast jede aus einem festen Blickwinkel ohne Schnitte aufgenommen ist. Seine Uraufführung hatte der Film in der Perspektive deutsches Kino der Berlinale 2006.

## Handlung
Die Handlung ist in neun Szenen aufgeteilt und beginnt mit der Abiturfeier von Magdalena und Rudi, der in sie verliebt ist. Die 19-jährige Magdalena muss im Lokal ihres Vaters Gläser spülen, während Rudi mit ihrem Freund Julian am Tresen steht. Aber schon am nächsten Morgen beginnt eine Kette von Ereignissen, die alles verändert.
Rudi erkennt bei einer Autopanne, dass sein Vater nicht so souverän ist, wie er sich gibt, und dass sein gutmütiger Großvater eine finstere Seite besitzt.
Magdalena entdeckt ein Veilchen bei ihrer Mutter und verdächtigt ihren Vater, ihr das angetan zu haben. Ihre Mutter wiederum behauptet, dass ihr ein Gurkenglas ins Gesicht gefallen sei.
Der 25-jährige Julian sitzt zusammen mit seiner Mutter und Magdalena an einem See und sieht keine Notwendigkeit darin, sich zwischen den beiden zu entscheiden. Aufgrund des 3-jährigen Jubiläums der Beziehung übergibt Julians Mutter Magdalena einen Anhänger, den sie selbst vor 30 Jahren geschenkt bekommen hat.
Während der Hochzeitsfeier von Julians Vater und seiner neuen Partnerin stellt diese die Frage, ob man vor dem Traualtar überhaupt „Ja“ sagen soll, woraufhin eine Diskussion der Hochzeitsgesellschaft entbrennt, an der sich auch Magdalena beteiligt.
Rudis Mutter schwelgt in Erinnerungen und bricht kurz darauf zusammen, wobei Rudi erkennt, dass sein Elternhaus aufgehört hat zu existieren.
Er fasst den Entschluss Magdalena seine Liebe zu gestehen, aber als er vor ihrer Tür steht, bekommt er mit, dass sie sich gerade von Julian trennt. Letztlich kann er sich dazu überwinden, ihr auf die Mailbox zu sprechen.
Magdalena ist von den Ereignissen überwältigt und läuft in einen Park, gefolgt von Rudi. Bei der Durchquerung des Parks trifft sie zunächst Rudis Großvater, Rudis Vater mit neuer Partnerin, ihre Mutter, Julians Mutter, Julians Vater mit Ehegattin, Rudis Mutter mit neuem Partner und zuletzt Julian, bevor sie in einen Bus steigt.
In der letzten Szene streitet sich Magdalena mit ihrem Vater über sein Verhalten und im Verlaufe des Streits schlägt ihr Vater auf eine Tischplatte, woraufhin ein Gurkenglas vom Schrank fällt und ihn bewusstlos schlägt. Kurz darauf trifft Rudi ein und glaubt, dass Magdalena ihren Vater erschlagen hat. Er ruft den Notarzt und lässt sich von Magdalena überreden, sich als Zeugen auszugeben.

## Kritiken
„Das Publikum […] ehrte andererseits einen der künstlerisch gewagtesten Wettbewerbsfilme mit dem Publikumspreis: Der Episodenfilm Neun Szenen des 1976 geborenen Nachwuchs-Regietalents Dietrich Brüggemann verweigert sich demonstrativ den Erwartungen an filmischen Realismus. Keine wackelnden Handkameraeindrücke, sondern statische, symmetrisch komponierte Aufnahmen sind der Spielraum seiner Lebensbilder. Was sich jedoch in den langen Einstellungen abspielt, lässt die Nähe zum Theater schnell vergessen: Brüggemanns humorvoll geschriebene Beobachtungen generationsbedingter Missverständnisse sind trotz der minimalistischen Form herzliche Umarmungen des Genrekinos.“

„Da ist dann Dietrich Brüggemanns ‚Neun Szenen‘ als erfrischende Adoleszenzkomödie die überzeugendere Übung im Genrekino. Der Film, der in der Provinz ein paar Turbulenzen des Abiturjahrgangs 2005 verfolgt, besticht nicht nur durch sein bis ins kleinste Detail urkomisches Drehbuch –, sondern auch, weil er zur Abwechslung einmal ganz auf wackelnde Handkameras verzichtet und statt dessen fast jede Szene aus einem festen Blickwinkel ohne Schnitte einfängt. Manchmal liegt die Kunst eben in der offenen Künstlichkeit.“

„Nach dem Abiball sitzen die Protagonisten am Tresen zusammen. Das Abitur ist geschafft – und nun also hinaus ins Leben! Doch das Leben – so erfahren wir in diesem intelligent erzählten und inszenierten Reigen, in diesen Puzzleteilen, die sich doch zu einer Geschichte zusammenfügen – das Leben entpuppt sich als Kreisverkehr aus Grabenkriegen, strategischen Allianzen, Kollisionen und fragilen Koalitionen zwischen Söhnen, Töchtern, Müttern, Vätern, Großvätern, Ex- und zukünftigen Ehepartnern. Dietrich Brüggemann inszeniert in ‚Neun Szenen‘ gekonnt neun Generationenkonflikte einer sich tolerant gebenden Gesellschaft, die dann doch nicht so offen und nett zueinander ist, wie es auf den ersten Blick scheint.“

## Auszeichnungen
Festival des deutschen Films 2006
- Filmkunstpreis in der Kategorie Publikumspreis[4]
- Nominierung in der Kategorie Bester Film[4]

First Steps – Der Deutsche Nachwuchspreis 2006
- Nominierung in der Kategorie Abendfüllende Spielfilme[4]

Studio Hamburg 2007
- Studio Hamburg Nachwuchspreis in der Kategorie Bestes Drehbuch[5]